# Konstantin Wecker

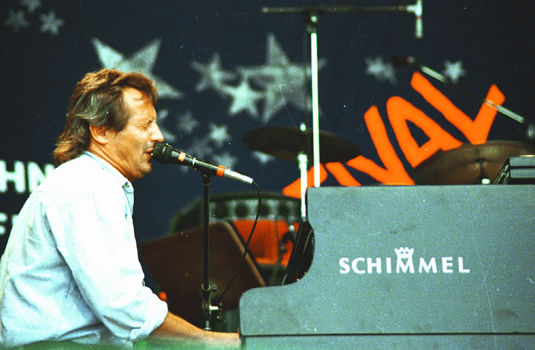
Konstantin Wecker (Concert, 1986)

Konstantin Alexander Wecker (n. 1 iunie 1947, München, Germania sub ocupație aliată) este un cântăreț-compozitor („Liedermacher”) german; el lucrează, de asemenea, pe post de compozitor, autor și actor.

## Viața și opera
După absolvirea studiilor secundare la Wilhelmsgymnasium, Wecker a obținut unul dintre primele sale locuri de muncă în 1973 la cabaretul "Münchner Lach - und Schießgesellschaft" din München. Lansarea sa în plan muzical a avut loc în 1977 cu înregistrarea Genung ist nicht genung („Destul nu este destul”), care include popularul blues „Willy”, despre un presupus prieten apropiat al lui Wecker care a fost ucis de niște naziști beți.
Wecker a lansat mai mult de patruzeci de albume și a compus, de asemenea, muzică pentru filme, spectacole de teatru și musicaluri pentru copii.
În 2003 Wecker a devenit un oponent public al Războiului din Irak, alăturându-se colegilor săi cantautori de stânga Hannes Wader și Reinhard Mey. El este un simpatizant la partidului de stânga Die Linke (Stânga).
În martie 2006 Wecker a fost nevoit să-și anuleze un spectacol programat în orășelul Halberstadt, Saxonia-Anhalt, după ce Partidul Național Democrat (NPD) de extremă dreaptă a efectuat presiuni asupra autorităților locale și a amenințat că îi va perturba concertul. Wecker a promis să se întoarcă la Halberstadt în vara anului 2006 și a concertat în cele din urmă la Halberstadt pe 17 iunie 2006, acompaniat de colegul cantautor Hannes Wader și de percuționistul afgan Hakim Ludin.

## Lucrări selectate

### Albume
- 1972: Die sadopoetischen Gesänge des Konstantin Amadeus Wecker (redenumit ulterior Konstantin's Erste)
- 1974: Ich lebe immer am Strand
- 1977: Genug ist nicht genug
- 1978: Eine ganze Menge Leben
- 1979: Live
- 1980: Liederbuch
- 1981: Live in München
- 1982: Das macht mir Mut
- 1984: Inwendig warm
- 1987: Wieder dahoam – Live in Austria
- 1989: Stilles Glück, trautes Heim
- 1993: Uferlos
- 1996: Gamsig
- 1998: Brecht
- 2001: Vaterland
- 2005: Am Flußufer
- 2006: Politische Lieder
- 2007: Alles das und mehr (DVD)
- 2011: Wut und Zärtlichkeit
- 2012: Wut und Zärtlichkeit (live)
- 2015: Ohne Warum

### Colaborări
- 1988: Joan Baez / Konstantin Wecker / Mercedes Sosa: Three worlds, three voices, one vision
- 1999: Jutta Richter / Konstantin Wecker: Es lebte ein Kind auf den Bäumen // carte și CD
- 2001: Konstantin Wecker / Hannes Wader: Was für eine Nacht
- 2003: Reinhard Mey / Hannes Wader / Konstantin Wecker: Das Konzert
- 2010: Konstantin Wecker / Hannes Wader: Kein Ende in Sicht

### Filme
- Mein ganzes Herz ist voll Musik, RFG, 1959, film muzical (Mitwirkung und Soloauftritt im Rudolf Lamy Kinderchor)
- Die Autozentauren, RFG, 1972, film TV
- Liebe in drei Dimensionen, RFG, 1973, 93 min., film erotic (Rudi)
- The East Frisian Report, Der Ostfriesen-Report: O mei, haben die Ostfriesen Riesen, RFG,, 1973, 80 min., comedie / film erotic (Hinnerk)
- Unterm Dirndl wird gejodelt, RFG, 1973, film erotic (Florian)
- Geilermanns Töchter – Wenn Mädchen mündig werden, RFG, 1973, film erotic (Stefan)
- Liebesmarkt – Matratzen-Horchdienst, RFG, 1973, film erotic (Tom)
- Beim Jodeln juckt die Lederhose, RFG, 1974, film erotic (Sepp)
- Schwestern oder Die Balance des Glücks, RFG, 1979, 95 min., Frauenfilm / dramă (Robert Edelschneider)
- Die weiße Rose, RFG, 1982, 123 min., thriller politic / biografic
- Peppermint Frieden, RFG, 1982, 110 min., dramă / film pentru tineret (Schreiner Lustig)
- Sag nein, RFG, 1983, 98 min., film documentar (Konzertausschnitt)
- Ende der Freiheit, RFG, 1983, 85 min., film documentar (Konzertausschnitt)
- Is' was, Kanzler!?!, RFG, 1984, 92 min., comedie (Straßenmusikant)
- Atemnot, Österreich 1983 / 84, 95 min., cramă (Konzertauftritt mit Sigi Maron und Konstantin)
- Martha Dubronski, Elveția 1984, 96 min., ecranizare / dramă (Fleischhauer)
- Stinkwut, RFG, 1986, film TV (Sänger Titellied mit Zither)
- Kir Royal, RFG, 1986, serial TV  (Studiomusiker, 6.Folge)
- Spaltprozesse, RFG, 1987, film documentar (Konzertausschnitt mit Konstantin Wecker)
- Dreifacher Rittberger, RFG, 1987, comedie TV (Klavierträger, 4.Folge)
- Der Geisterwald – Blutbuche und Rabenrache, Germania, 1988, serial TV (Rabe)
- Deutsche Redensarten und ihr Ursprung – Jemandem einen Korb geben, Germania, 1989, scurtmetraj TV (Spielmann)
- Die Republikaner, Germania, 1990, film documentar (Konzertausschnitt)
- Tatort - Blue Lady, Germania, 1990 (Rainer Seifert)
- Go Trabi Go, Germania,, 1991, comedie (Playboy)
- Ein Mann für jede Tonart, Germania, 1992, 92 min., comedie (Barpianist)
- Lilien in der Bank, Germania, 1992, 104 min. (Turnlehrer)
- Das Babylon Komplott, Austria 1993, film TV (Thomas)
- 1945, Österreich 1994, film TV (Bauer Mühlberger)
- Ärzte: Dr. Schwarz und Dr. Martin, Germania, 1994 / 1996, serial TV în opt părți (Franzl Unterrainer)
- Für mich soll's rote Rosen regnen, RFG, 1995, film documentare despre Hildegard Knef (Gesprächsausschnitt mit K. Wecker)
- Kriminaltango, Germania, 1995, serial polițist TV (Mischa König, Folge 6 „Münchner Freiheit“)
- SOKO 5113: Tommy, Germania, 1999, serial polițist TV (Manfred Brunnhorst)
- Mit fünfzig küssen Männer anders, Germania, 1999, film TV (Bildhauer Gerd)
- Dunkle Tage, Germania, 1999, film TV (Herr Rinser)
- Ein lasterhaftes Pärchen, Germania, 2000, film TV (Frank)
- Alles mit Besteck, Germania, 2001, scurtmetraj (Pianist)
- Edelweiß, Austria, 2000 (Paul Richter)
- In der Mitte eines Lebens, Germania, 2003, serie TV (Tom Hochreiter)
- Apollonia, Germania, 2005, serie TV (Müller Vinz)
- Wer früher stirbt, ist länger tot, Germania, 2006
- Wunderkinder, Germania, 2013